# Im Haus meines Vaters sind viele Wohnungen
Im Haus meines Vaters sind viele Wohnungen ist eine deutsche Kinodokumentation von Hajo Schomerus  aus dem Jahr 2010.

## Inhalt
Der Film spielt ausschließlich in der Grabeskirche. Er beschreibt die Grabeskirche als Phänomen: einerseits ist sie ein Ort, an dem das Zusammenleben von Menschen mit unterschiedlichen Interessen extrem kompliziert ist, andererseits ist sie aber auch für die unterschiedlichen Protagonisten des Films ein Ort großer Leidenschaft.
Als Grabeskirche oder Kirche vom heiligen Grab wird die Kirche in der Altstadt Jerusalems bezeichnet, die sich an der überlieferten Stelle der Kreuzigung und des Grabes Jesu befindet.
Sie ist in der Hand sechs christlicher Konfessionen: Die Hauptverwaltung der Kirche haben die Griechisch-Orthodoxe, die römisch-katholische Kirche, vertreten durch den Franziskaner-Orden, und die Armenische Apostolische Kirche inne. Im 19. Jahrhundert kamen die Syrisch-Orthodoxe Kirche von Antiochien, die Kopten und die Äthiopisch-Orthodoxe Tewahedo-Kirche hinzu. Sie bekamen nur einige kleinere Schreine und Aufgaben zugeteilt, die Äthiopier leben in einer kleinen Gruppe nur auf einem Dach der Kirche. Dieses Deir al-Sultan-Kloster wird auch von den Kopten beansprucht und ist seit 2004 einsturzgefährdet. Der Streit verhindert jedoch eine Renovierung. Protestantische Konfessionen sind in der Kirche nicht vertreten, sie besitzen mit der Erlöserkirche eine eigene Kirche an der Via Dolorosa.
Wegen der Streitigkeiten verwahrt die moslemische Familie Joudeh seit mehreren Jahrhunderten die Schlüssel der Kirche und die ebenfalls moslemische Familie Nusseibeh schließt die Haupttür morgens auf und abends wieder zu. Außerdem traten die Familienmitglieder oft als Schlichter auf. Die Joudehs und Nusseibehs werden mindestens seit der Zeit Saladins mit der Kirche in Verbindung gebracht. Auch sie haben unterschiedliche Sichtweisen, wer von ihnen die bedeutendere Aufgabe hat.
Die israelischen Behörden beließen die festgesetzte Aufteilung (Status quo), nachdem die Altstadt nach dem Sechstagekrieg 1967 unter ihre Verwaltung kam. Die komplizierten Besitzverhältnisse erschweren bauliche Maßnahmen sehr, da jede Veränderung eine Verletzung des Status verursachen könnte. So steht zum Beispiel eine längst sinnlos gewordene Holzleiter an der Fassade über dem Hauptportal, die niemand entfernen kann. Sie diente im 19. Jahrhundert den Mönchen zum Einstieg in die Kirche, wenn die Tore behördlich geschlossen waren. Seit vielen Jahrzehnten laufen Bestrebungen, sie zu entfernen, doch ist es nicht geregelt, wer das Recht dazu hätte.
Nicht nur der Besitz in der Kirche ist genau geregelt, sondern auch wer wann wo wie lange beten darf. So muss zum Beispiel das Grab für die tägliche Prozession der Franziskaner von den Orthodoxen frei gemacht werden. Besonders kritisch wird die Situation immer zu Ostern, wenn alle Kirchen das Hochfest der Auferstehung feiern. Da die Katholiken selten am Termin der Ostkirche feiern, kommt es da vor allem zum Konflikt unter den Orthodoxen. So kommt es gelegentlich zu Handgreiflichkeiten zwischen Mönchen wegen der nicht eingehaltenen Gebetsordnung. Auch während der Sperrzeiten in der Nacht bleiben Mönche aller Konfessionen in der Kirche.

## Hintergrund
Der Film wurde von der Busse & Halberschmidt Filmproduktion OHG produziert.

## Zitate
„Aber nachts, wenn die unfreiwillige Wohngemeinschaft in der Kirche eingeschlossen ist, beten die Mönche vor dem Grab. Dann verwandelt sich die Kirche in einen mystischen Ort der Hingabe und Sehnsucht nach erfülltem Glauben.“

„Die Geschichte des griechisch-orthodoxen Patriarchats ist der Inbegriff der Heilsgeschichte.“

„Wenn hier die volle Orgel ertönt, dann ist es nochmal schöner, katholisch zu sein.“

„Die Gefahr ist immer da – dass Jesus neben mir steht und ich hau’ ihm auf die Schulter und sag’: "Was willst du denn hier?"“

## Auszeichnungen
- Deutsche Film- und Medienbewertung (FBW): Prädikat „Besonders wertvoll“
- 2010: Preis der deutschen Filmkritik als Bester Dokumentarfilm

## Kritiken
„Es ist wie die Reise nach Jerusalem, komisch und traurig zugleich, wenn das Allzumenschliche in den altehrwürdigen Mauern regiert, wo Prozessionen, Zeremonien und Liturgien dicht gedrängt nacheinander, nebeneinander, übereinander statt finden. Dann kulminieren die Gebete und Gesänge zu einer schrillen Kakophonie, bis man sich im Sprachgewirr des Turms zu Babel wähnt. Und dazwischen: ein seltener Moment der Stille, als der palästinensische Schlüsselwächter die tonnenschweren Türen schließt. Aber Schomerus hat keine Anleitung gefilmt, wie man das Haus des Vaters entweiht. Er bleibt respektvoll auf Distanz und stellt den Glauben nicht in Frage. Es ist das menschliche Miteinander oder oft auch Gegeneinander, das er aufmerksam registriert.“

„Die Grabeskirche Jesu in Jerusalem ist der Schauplatz eines ebenso faszinierenden wie ethnografisch höchst brisanten Abkommens zwischen verschiedenen christlichen Konfessionen, wie den Kopten, Franziskanern und Griechisch-Orthodoxen. In ruhigen und eindringlichen Bildern verdeutlicht der Dokumentarfilm, dass das Zusammenkommen an dieser wichtigen religiösen Stätte doch mehr ein konfliktreiches Nebeneinander als ein friedvolles Miteinander ist. Mit großer Akribie, visueller Dichte und einer Kameraführung von höchster Qualität werden die Strukturen des so fremden Mikrokosmos eingefangen, die traditionellen Rituale aus nächster Nähe beobachtet und auch die Reaktionen der Touristen gespiegelt. So entsteht eine ganz eigenwillige Spannung und es werden höchst interessante, soziologische Fragen aufgeworfen. Ein außergewöhnliches Dokument!“